# Harold St. John
Harold St. John (24/25 juillet 1892 - 12 décembre 1991) est professeur de botanique à l'université d'Hawaii à Manoa de 1929 à 1958. C'est un spécialiste prolifique dans les domaines botanique et systématique. On lui attribue la découverte d'environ 500 nouvelles espèces de Pandanus , ainsi que de nombreuses autres espèces, en particulier dans les îles du Pacifique.

## Biographie
Né à Pittsburgh, Pennsylvanie, il fait ses études à l'université d'Harvard où il obtient un doctorat de philosophie (Ph.D) en 1917. Après avoir servi en Europe  pendant la Première Guerre mondiale, il enseigne la botanique au Collège de l'État de Washington (aujourd'hui université d'État de Washington) (1920 - 1929), où il devient le conservateur de son herbarium. En 1929, il rejoint la faculté de l'université d'Hawaï ʻ, où il sert en tant que président du département de botanique (1929 à 1940, 1943 à 1954), puis en qualité de directeur de l'arboretum Lyon, dépendant de l'université. Le bâtiment « St. John Laboratory Plant science », sur le campus Mānoa, abrite le département de botanique qui porte son nom.
Peu de temps après son arrivée à Hawaï, il rejoint le Bernice P. Bishop Museum de la « Mangarevan Expedition » de 1934, qui est revenue avec peut-être la plus riche collection de plantes polynésiennes jamais réalisée au cours de la Seconde Guerre mondiale. Il prend ensuite un congé pour diriger une équipe scientifique dans les forêts tropicales de Colombie à la recherche d'arbres à [quinquina], afin de fournir des sources supplémentaires de quinine pour lutter contre le paludisme, alors en pénurie. Son équipe signale une récolte de 60 000 tonnes d'écorces. Après la guerre, il étudie les effets du  rayonnement sur la végétation dans les îles Marshall pour la Commission de l'énergie atomique des États-Unis .
Il continue à voyager et à publier longtemps après sa mise à la retraite. Il est professeur à « Chatham College » dans son établissement d'origine de Pittsburgh (1958-1959), à l'université de Saïgon, à l'université de Hué au Vietnam (1959-1961), et à l'université du Caire (1963). Il a également été membre de l'Association américaine pour l'avancement des sciences et de la Linnean Society of London.

## Œuvres choisies
- 1915.  Elymus arenarius  et de ses représentants américains. Rhodora 17: 98-103.
- 1916. Une révision des espèces nord-américaines de  Potamogeton  de la section  Coleophylli.  Rhodora 18: 121-138.
- 1922. Une exploration botanique de la rive nord du golfe du Saint-Laurent, y compris une liste annotée des espèces de plantes vasculaires. Mem. Victoria Memorial Mus., Can. Dept. Mines 126 (.. Biol Ser 4): i-iii, 1-30, 6 pl, 2 cartes..
- 1928. Une révision des loco-mauvaises herbes de Washington. Proc. Biol. Soc. Wash 41:. 97-106.
- 1931. Les ajouts à la flore de Niihau. B. P. Bishop Mus. Occ. Bouillie. 9 (14): 1-11, 3 pl.
- 1933. L'arbre de la saucisse. Paradise Pac. 46: 5-6, 3 pl.
- 1935. Hawaiian  Panicum, Metrosideros, Sanicula, Lobelia  et  Rollandia.  B. P. Bishop Mus., Occ. Bouillie. 11 (13): 1-18, 6 figues, 3 pl..
- 1941. Révision du genre  Swertia  (Gentianaceae) des Amériques et la réduction des  Frasera.  Amer. Midl. Nat. 26: 1-29.
- 1946. endémisme de la flore hawaïenne, et une révision des espèces hawaïennes de  Gunnera  (Haloragidaceae). Hawaiian Stud usine. 11. Calif. Acad. Sci., Proc. IV 25: 377-420, pl. 37-46.
- 1948. Rapport sur la flore de Pingelap Atoll, Caroline Islands, Micronésie, et des observations sur le vocabulaire des habitants indigènes. Pac. Plante Stud. 7. Pac. Sci. 2 (2): 96-113, 9 figues.
- 1951. records de plantes de Aur Atoll et l'atoll de Majuro, Îles Marshall, Micronésie. Pac. Plante Stud. 9. Pac. Sci. 5 (3): 279-286, fig. 1.
- 1952. Monographie du genre  Isodendrion  (Violaceae). Hawaiian Stud usine. 21. Pac. Sci. 6 (3): 213-255, fig. 1-15.
- 1954. Ferns de l'île de Rotuma, un manuel descriptif. B. P. Bishop Mus., As. Bouillie. 21 (9): 161-208, fig. 1-11.
- 1955. Biographie de Wilhelm Nikolaus Suksdorf (1850-1932), pionnier botaniste de l'état de Washington. Res. Stud, State College Wash 23 (4):.. 225-278, 13 pl.
- 1958. Nomenclature des plantes. Un texte pour l'application par la méthode du Code international de nomenclature botanique de cas. Ronald Press, New York. i-vii, 157 pp.
- 1959. nouveautés botaniques sur l'île de Niihau, îles hawaïennes. Hawaiian Stud usine. 25. Pac. Sci. 13 (2): 156-190, 11 fig.
- 1962. Monographie du genre  Elodea  (Hydrocharitaceae). Partie 1. Les espèces trouvées dans les grandes plaines, les montagnes Rocheuses, et les états et les provinces de l'Amérique du Nord du Pacifique. Res. Stud., Wash. State Univ. 30 (2): 19-44, 5 figues.
- 1963. Monographie du genre  Elodea  (Hydrocharitaceae). Partie 3. Les espèces qui se trouvent dans le nord et l'est de l'Amérique du Sud. Darwiniana 12 (4): 639-652, fig. 1-3, tab. 1.
- 1964. Instructions pour la collecte  Pandanus.  Flora Malesiana Bull. 19: 1133-1134.
- 1969. Monographie du genre  Brighamia  (Lobeliaceae). Hawaiian Stud usine. 29. Linn. Soc., Londres, Bot. J. 61:. 187-204, 18 pp, 7 figues, 2 pl..
- 1970. La carrière de Harold L. Lyon, fondateur de l'Arboretum Lyon. Univ. Hawaii, Harold L. Lyon Arboretum Conférence n ° I: ii-iv, portrait.
- 1971. Les plantes vasculaires de la Horne et les îles Wallis. Pac. Sci. 25 (3): 313-348, fig. 1-2.
- 1973. Liste et résumé des plantes à fleurs dans les îles hawaïennes. Pac. Trop. Bot. Gard., Mem. 1: 1-519.
- 1974. La flore vasculaire de Fanning Island, Îles de la Ligne, Océan Pacifique. Pac. Sci. 28 (3): 339-355, fig. 1-7.
- 1977. Révision du genre  Stickman 'Pandanus. Partie 40. Les espèces fidjiens de la section  Pandanus.  Pac. Sci. 30 (3): 249-315, fig. 364-394.
- 1980 Deux nouvelles espèces de  Pandanus  (Pandanaceae) de l'île Rennell. Noona Dan Papers no. 137. Nat. Hist. Rennell Est, îles Salomon britanniques. 8: 7-13, fig. 1-3.